# Sophronica bifuscomaculata
Sophronica bifuscomaculata är en skalbaggsart som beskrevs av Stefan von Breuning 1952. Sophronica bifuscomaculata ingår i släktet Sophronica och familjen långhorningar. Inga underarter finns listade i Catalogue of Life.